# Neil Diamond

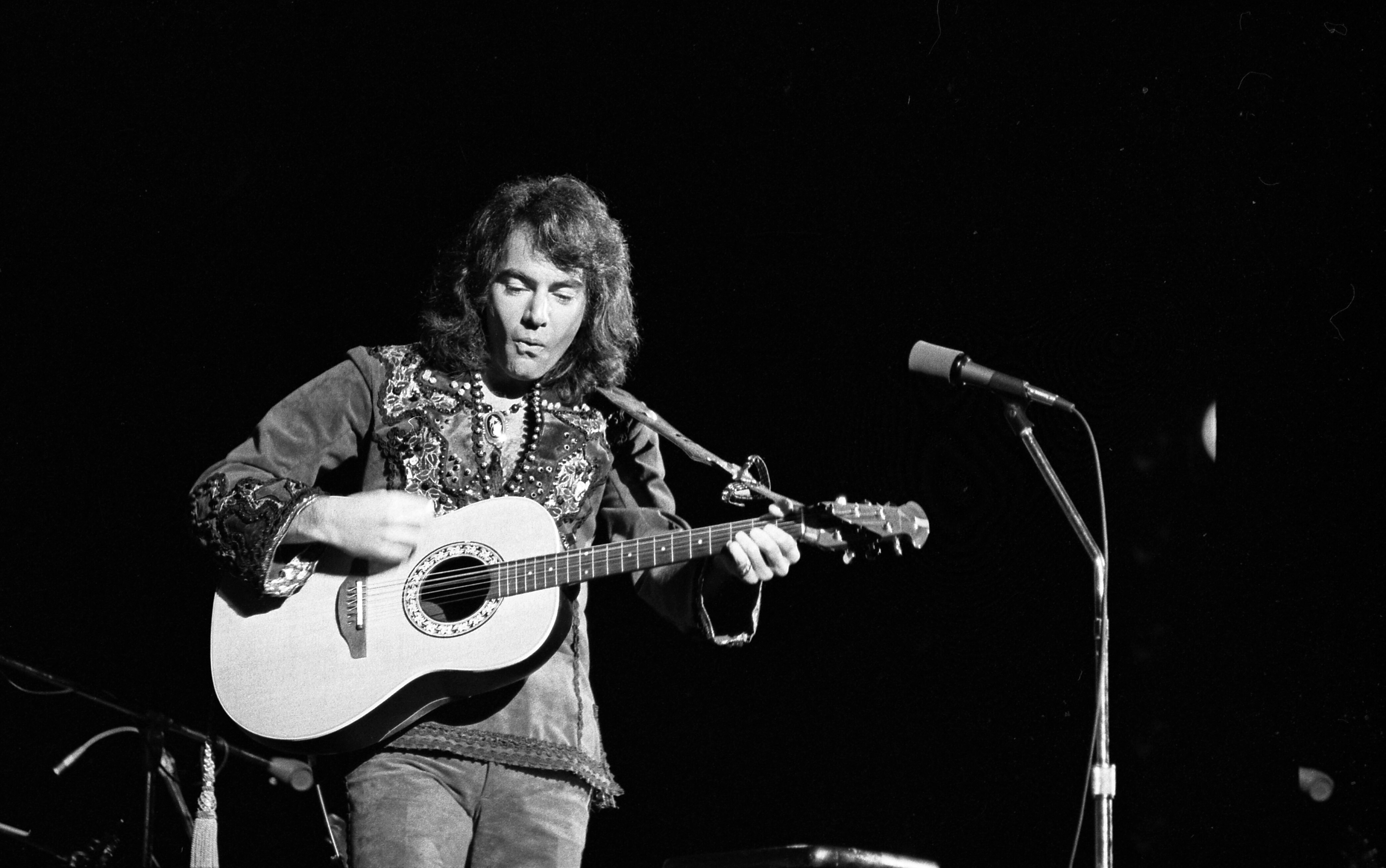
Neil Diamond pe scena Greek Theater în Los Angeles

Neil Leslie Diamond  (n. 24 ianuarie 1941, New York City, New York, SUA) este un cântăreț, compozitor, muzician și actor american. Cu 38 de melodii în Top 10 pe celebra Billboard, Diamond a vândut peste 100 de milioane de înregistrări la nivel mondial, făcându-l unul din bine vânduți muzicieni ai tuturor timpurilor.
Pe clasamentele Hot 100 și Adult Contemporary, Diamond a avut zece hituri: Cracklin 'Rosie, Song Sung Blue (Cântec cântat trist/cu tristețe), Longfellow Serenade (Serenada Longfellow), I've Been This Way Before (Am fost înainte pe acest drum), If You Know What I Mean (Daca stii ce vreau să spun), Desiree, You Don't Bring Me Flowers (Nu-mi aduci flori), America, Yesterday's Songs (Cântecul de ieri și Heartlight.
Diamond a fost menționat și laureat al Songwriters Hall of Fame în 1984 și al Rock and Roll Hall of Fame în 2011. Este, de asemenea, laureat al premiului de recunoaștere al activității de o viață Sammy Cahn în 2000, iar în 2011 a fost unul din onorații Centrului Kennedy. În 2018, Diamond a fost recompensat cu Grammy Lifetime Achievement Award.

## Viață personală

### Căsătoriile și relațiile
Diamond a fost căsătorit de trei ori. În 1963, sa căsătorit cu iubita său din liceu, profesoara Jaye Posner. Cei doi au două fiice, Marjorie și Elyn. S-au separat în 1967 și au divorțat în 1969.
La 5 decembrie 1969, Diamond s-a căsătorit cu asistenta de producție Marcia Murphey. Au doi fii, Jesse și Micah. Căsătoria s-a terminat prin divorț în 1994 ori 1995 (sursele sunt contradictorii).
În 1996, Diamond a început o relație de lungă durată cu australiana Rae Farley după ce cei doi s-au întâlnit în Brisbane, Australia. Melodiile de pe albumul Home Before Dark au fost scrise și compuse în timpul luptei sale cu dureri cronice de spate.
La 7 septembrie 2011, într-un mesaj de pe Twitter, Neil Diamond, atunci de 70 de ani, și-a anunțat angajamentul față de Katie McNeil, de 41 de ani. Diamond a spus că albumul său "Melody Road" din 2014 a fost alimentat de relația lor, explicând, „Nu există o inspirație sau motivație mai bună pentru muncă decât iubirea. Este ceea ce visați ca persoană creativă. Am fost în stare să realizez albumul - să-l încep, să-l scriu și să-l completez - sub vraja dragostei și cred că se arată într-un fel sau altul.”  Cei doi s-au căsătorit în fața familiei și a prietenilor foarte apropiați, în Los Angeles, în 2012. McNeil a devenit managerul lui Diamond și, în plus, a produs și realizat filmul documentar Neil Diamond: Hot August Nights NYC.

## Neil Diamond în cultura populară
În filmul de comedie din 2001 Saving Silverman, personajele principale joacă într-o trupă muzicală de cover numită Diamond, iar Neil Diamond însuși a jucat o porțiune extinsă de cameo (fără a fi fost creditat) ca și el însuși. Diamond chiar a scris și a compus un nou cântec, "I believe in Happy Endings" (Cred în sfârșituri fericite), pentru film. În această perioadă, comedianul/actorul Will Ferrell a făcut o impersonare a lui la Diamond în "Saturday Night Live", iar Diamond însuși a apărut alături de Ferrell, în show-ul final al lui Ferrell din mai 2002.
În 2008, Diamond i-a acordat regizorului Greg Kohs permisiunea de a-i folosi melodiile într-un documentar. Kohs, un regizor din Philadelphia, a întâlnit un duo foarte cunoscut din Milwaukee, statul Wisconsin, numit Lightning & Thunder, care a realizat o impersonare (imitație) a lui Neil Diamond și a soției sale, Claire. Kohs le-a urmat viața cuplului timp de opt ani și a produs filmul "Song Sung Blue", dar avea nevoie de permisiunea de a folosi melodiile lui Diamond. Filmul a fost trimis cântărețului în ianuarie 2008, la recomandarea lui Eddie Vedder, susținător al filmului și al duo-ului. Deși Sardina (unul din cei doi membri ai duetului) a murit în 2006, Diamond a invitat văduva și familia sa să fie oaspeții săi de prim rang la show-ul său din Milwaukee, unde le-a spus că a fost mutat de film. În emisiunea CBS, Teoria Big Bang, personajele principale Howard Wolowitz și Amy Farrah-Fowler sunt fani ai lucrării lui Diamond.